# 人口老龄化

2017年各國人口中位歲數比例

人口老龄化又称人口老化或人口高龄化、高齡化社會，是指因出生率降低和/或预期寿命延长导致年龄中位数增加的现象。大多数发达国家人口长寿，老龄人群变多；但发展中国家目前也出现类似现象。除了联合国确认的18个“人口异常”国家外，全世界普遍出现这一现象。现在，老龄人口为人类历史之最。联合国预期二十一世纪人口老龄化比率会超过上一世纪。自1950年以来，年过60岁的人数增加三倍，达2000年的6亿，在2006年超过7亿。预期到2050年，老龄人口会达21亿。各国在老龄化程度和速度上不一，联合国预期老龄化较晚的人群会措手不及。
通常用老年人口占总人口的比重来衡量人口老龄化。60 岁及以上的人口占比达 10%，或 65 岁及以上的人口占比达 7% ，是该地区进入老龄化社会（或老年型人口）的标准。1956 年，联合国发表了《人口老龄化及其社会经济后果》，认定65岁及以上者为老年人，当老年人口占总人口的7%以上时, 该地区人口年龄结构进入“老年型”（aged）。1982年，维也纳第一届老龄问题世界大会认为60岁以上者为老人。

## 纵览

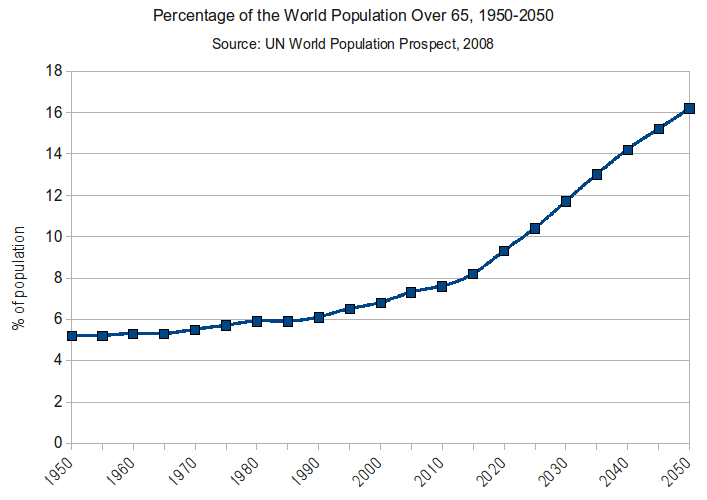
世界超过65岁的人口比例

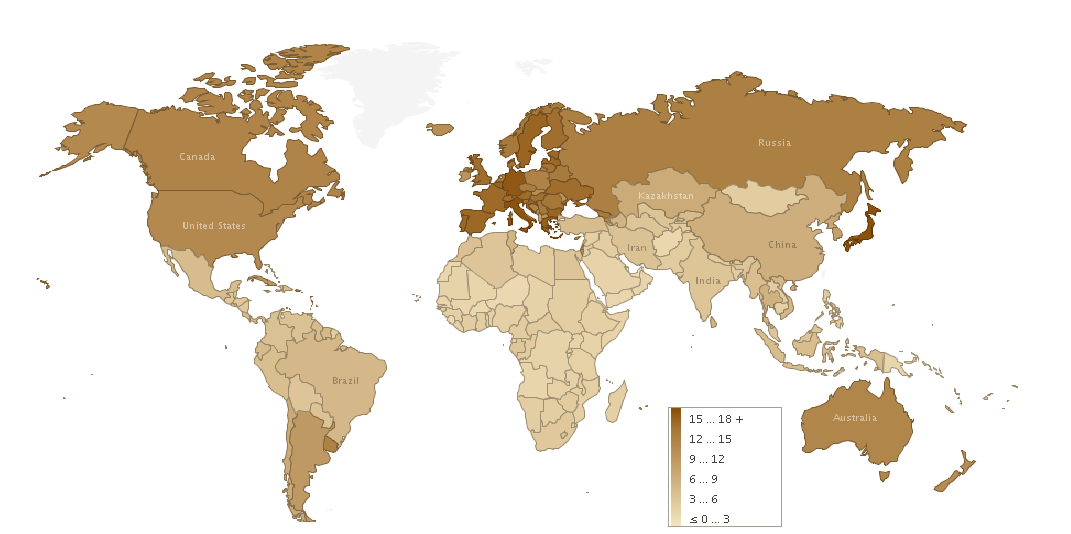
该地图通过描述各国年过65岁的人口比例来显示全球老龄化趋势。发达国家因人均寿命长而更老，发展中国家年轻人多。[https://archive.today/20130103050456/http://manyeyes.alphaworks.ibm.com/manyeyes/visualizations/percent-of-population-over-65-by-c 互动地图请点这里。

人口老化是国家人口分布向较高年龄倾斜的现象。这通常反应在人口平均年龄和中位数年龄上，儿童人口比例下降，老龄人口比例上升。人口老龄化是世界性的，在发达国家出现得多，但近来在发展中国家也开始浮现。这一趋势在发展中地区增速加快，意味着老年人将会集中在发展中地区。牛津人口老龄化研究所则认为人口老龄化在欧洲有所减缓，未来在亚洲将会产生巨大影响，特别是那些处在人口转型模式的亚洲五常国家。
在目前联合国承认的发达国家中（其2005年总人口为12亿），总体中位数年龄从1950年的28岁升至2010年的40岁，预期到2050年将为44岁。世界对应数值为1950年的24岁、2010年的29岁和2050年的36岁。就发展中地区，中位数年龄预期将从2010年的26岁升至2050年的35岁。
两个人口因素可能导致人口老龄化：寿命延长和生育下降。老人延年益寿导致人口平均年龄增高。少生孩子导致年轻人数量降低。在这两个因素中，生育减少是如今全球人口老龄化的主要致因。更具体讲，在过去半个世纪里总体生育率大幅下降是世界最发达国家人口老龄化的主要原因。由于许多发展中国家正在经历更加迅猛的生育转型，其未来所遇到的人口老龄化问题将会比目前发达国家的更加严峻。
未来三十年间，人口老龄化比率很可能会增加；不过，国家并不清楚老人们晚年活的健康与否。“疾病压缩理论”认为老人残疾不会多，但活得越久健康越差。另一观点是“动态平衡”。有限的生命能否像某些研究人员认为的那样会无限延续，这样的資訊对政府来说很关键。世界卫生组织的一系列家庭健康研究正在为所需健康和福祉寻找证据，包括如《世界健康调查》和全球老龄化与成人健康研究。这些调查在70个国家里采访了18岁以上308,000人，50岁以上81,000人。
乔治·李森主持的《全球老龄化调查》研究了晚年和退休时的态度、预期和行为等，访问了24个国家40至80岁之间44,000人，发现许多人很清楚世界人口老龄化问题以及对自己和子女的影响。
加拿大世界移民率最高，部分用于扼制人口老龄化。保守主义智库C·D·豪研究所认为移民不是扼制人口老龄化的有效途径。其他学者也得出类似结论。人口学家彼得·麦当劳和丽贝卡·基彭称：“生育率进而跌至更替水平之下，甚至连人口零增长都需要增加每年净移民水平来维持。”

### 分类
一般来说，社会老龄化率按照65岁老年人占人口比率计算：
- 老龄化社会：7 - 14%
- 老龄社会：14 - 20%
- 超老龄社会：20%以上

| 年     | 2015年 | 2015年  | 2015年   | 2015年   | 2050年预期 | 2050年预期 | 2050年预期 | 2050年预期 | 2100年预期 | 2100年预期 | 2100年预期 | 2100年预期 |
| 年龄   | 0-14岁 | 15-59岁 | 60岁以上 | 80岁以上 | 0-14岁     | 15-59岁    | 60岁以上   | 80岁以上   | 0-14岁     | 15-59岁    | 60岁以上   | 80岁以上   |
| ------ | ------ | ------- | -------- | -------- | ---------- | ---------- | ---------- | ---------- | ---------- | ---------- | ---------- | ---------- |
| 全世界 | 26.0%  | 61.7%   | 12.3%    | 1.7%     | 21.3%      | 57.2%      | 21.5%      | 4.5%       | 17.7%      | 54.0%      | 28.3%      | 8.4%       |
| 日本   | 12.9%  | 54.1%   | 33.1%    | 7.8%     | 12.4%      | 45.1%      | 42.5%      | 15.1%      | 13.4%      | 45.6%      | 40.9%      | 18.5%      |
| 德国   | 12.9%  | 59.5%   | 27.6%    | 5.7%     | 12.4%      | 48.3%      | 39.3%      | 14.4%      | 13.4%      | 46.9%      | 39.7%      | 16.2%      |
| 法国   | 18.5%  | 56.3%   | 25.2%    | 6.1%     | 16.8%      | 51.4%      | 31.8%      | 11.1%      | 15.5%      | 48.6%      | 35.9%      | 14.7%      |
| 意大利 | 13.7%  | 57.7%   | 28.6%    | 6.8%     | 13.0%      | 46.3%      | 40.7%      | 15.6%      | 13.7%      | 46.4%      | 39.9%      | 17.9%      |
| 韩国   | 14.0%  | 67.5%   | 18.5%    | 2.8%     | 11.4%      | 47.1%      | 41.5%      | 13.9%      | 13.3%      | 45.0%      | 41.6%      | 17.7%      |
| 瑞典   | 17.3%  | 57.2%   | 25.5%    | 5.1%     | 17.4%      | 53.0%      | 29.6%      | 9.5%       | 16.0%      | 50.4%      | 33.6%      | 13.0%      |
| 英国   | 17.8%  | 59.2%   | 23.0%    | 4.7%     | 16.6%      | 52.7%      | 30.7%      | 9.7%       | 15.2%      | 49.7%      | 35.1%      | 13.7%      |
| 美国   | 19.0%  | 60.4%   | 20.7%    | 3.8%     | 17.5%      | 54.7%      | 27.9%      | 8.3%       | 16.3%      | 51.1%      | 32.6%      | 11.5%      |

### 平均年龄
平均寿命的延长的主要原因是婴幼儿死亡率下降、结核病的死亡率下降、公共卫生的普及和生活环境改善导致染病死亡率下降等。另外，最近导致平均寿命的延长是成人疾病减少，特别是心脑血管疾病的减少使得中老年群体死亡率下降所致。
| 顺位 | 2015年       | 年龄（岁） | 2030年预期 | 年龄（岁） | 2050年预期           | 年龄（岁） |
| ---- | ------------ | ---------- | ---------- | ---------- | -------------------- | ---------- |
| 1位  | 日本         | 46.5       | 日本       | 51.5       | 其它地区             | 56.2       |
| 2位  | 德国         | 46.2       | 意大利     | 50.8       | 韓国                 | 53.9       |
| 3位  | 法属马提尼克 | 46.1       | 葡萄牙     | 50.2       | 日本                 | 53.3       |
| 4位  | 意大利       | 45.9       | 西班牙     | 50.1       | 波斯尼亚和黑塞哥维那 | 53.2       |
| 5位  | 葡萄牙       | 44.0       | 希腊       | 48.9       | 新加坡               | 53         |
| 6位  | 希腊         | 43.6       | 中国       | 48.6       | 中国                 | 52.7       |
| 7位  | 保加利亚     | 43.5       | 德国       | 48.6       | 葡萄牙               | 52.5       |
| 8位  | 奥地利       | 43.2       | 其它地区   | 48.1       | 希腊                 | 52.3       |
| 9位  | 香港         | 43.2       | 斯洛文尼亚 | 48.1       | 古巴                 | 51.9       |
| 10位 | 西班牙       | 43.2       | 韓国       | 47.5       | 波兰                 | 51.8       |

## 福祉与政策
人口老龄化对经济有重大影响。老年人均储蓄比年轻人更多，但在消费品上花费较少。根据转变出现时的年龄段，老龄人口可能会带来利率降低和通货膨胀减缓的好处。日本一些经济学家认为这种变化有利，特别是在自动化和技术发展进步所带来的机遇下不至于产生失业。他们强调从国民生产总值向个人幸福的转变。
不过，人口老龄化也会增加某些开支，包括公共财政方面。现在，许多国家最大的开支是医疗卫生，并将会随着年龄增长而大幅增加。这导致现政府面临艰难抉择：要么提高税收，包括可能对从收入到消费的税收进行再衡量，要么减少政府对医疗保健的职责。然而，最近一些国家的研究显示医疗保健成本大幅上升更多是由药品提价和看病成本导致的，高诊断费用与所有年龄人群有关，而非常所宣称的老龄化人群。
大多数政府第二大开支是教育，并随人口老龄化而降低，特别是劳动力不足导致用工需求增加，使得一些年轻人不再选择继续高等教育。
社会安全保障系统也会遇见问题。由于寿命延长，早期预备的福利退休金系统会捉襟见肘。退休金年份延长，但劳动时间和缴纳金额跟不上，导致补偿比率降低。最近，许多国家采取政策，加强退休金财政系统的可持续性，但挑战依然不少。
人口持续老龄化对国家福利能否满足人民的需求提出了质疑。在21世纪初期，世界卫生组织设立指导方针，鼓励“积极老龄化”来帮助地方政府应对城市化、住房、交通、社会参与、健康服务等问题（全球老龄化友好城市）。地方政府已经准备好应对当地小范围老龄人口，但它们的资源各不相同（如财产税、现有社区组织），加重地方政府责任很可能会带来更大的不平等。在加拿大，最富有和健康的老人常常居住在较为繁荣的城市，享受各种服务，而相对弱势的就没份了。老龄个体居民区也能提供许多与健康和社会参与相关的服务（如药房、集体活动）；然而，相对弱势的也无缘了。
人口老龄化会刺激技术进步，有假设认为劳动力不足可以用技术或提高生产率来抵消。
非洲西部总体，特别是加纳人口 （页面存档备份，存于）老龄化的社会政策含义是多方面的（如城乡分布、性别、文化、职业履历和收入保障（页面存档备份，存于））。加纳目前的老龄化政策看起来是脱节的，就此有改进政策的想法，但只是纸上谈兵，可能是由于争议太多，如老年人只占总人口的一小部分。
由于全球人口老龄化，许多国家将领取老年保障金的最低年龄从60岁提升至65岁来削减开支。年龄歧视可以定义为“个人、群体、组织或机构根据老人的年龄系统性、制度性地拒绝他们的权利”。有些虐待是由无知、疏忽、歧视或刻板印象导致的。歧视形式有：经济和社会支持、临时或管理支持等。
在诸多国家，特别是非洲，老人通常在社会上最为贫穷，生活在贫困线之下。

## 世界范围
在发展阶段经济增长的同时，国家、地区的人口组成呈现出多産多死型→多産少死型→少産少死型的人口转型变化。

印度人口分布
法国人口分布
德国人口分布

近期，亚洲和欧洲各国面临着人口老龄化问题。在未来二十年间，该地区许多国家将要面对最大的同期组群，即年过65岁和将要年满50岁的人。牛津老龄化研究所正在观察这一全球性问题，它发现许多关于全球老龄化的观点都是谬论，当人口成熟时世界仍有许多机遇可寻。研究所主任莎拉·哈珀教授在《老龄化社会》中关注了全球人口老龄化对工作、家庭、健康、教育和技术的影响。
现在，大多数发达国家（美国特别例外）呈现出少子化，人口增长大量依靠移民及人口惯性，即之前一代人延年益寿。
全球每天有约150,000人去世，其中三分之二，即100,000人与老龄化有关。在工业化国家，该比例更高，达九成。

### 中国老龄化

中国人口分布

由于计划生育政策的影响，中华人民共和国已于1999年快速进入了老龄化社会。2020年第七次人口普查显示，中华人民共和国60岁老龄人口已达2.64億，佔總人口的18.7%。其中65歲人口1.9億，佔總人口的13.5%，預計到2025年60歲以上人口達到3億。

2021年南韓按年齡組劃分的人口金字塔

2023年1月17日，中国国家统计局公布的数据显示：中国内地（不含港澳台）2022年全年出生人口956万人，人口出生率为6.77‰；死亡人口1041万人，人口死亡率为7.37‰。全年人口净减少85万人。这也是中国自1961年以来首次出现人口负增长。2022年中国16-59岁的劳动年龄人口为8.76亿人，相比2011年的峰值9.4亿减少了大约6400万人。

### 老齡化
南韓於2018年進入老齡化社會，老齡化人口比例超過14%。人口在2020年達到5184萬的峰值後，2021年開始下降至5174萬，預計2070年下降到3766萬。2025年將成為超高齡社會，其中65歲及以上人口的比例將達到總人口的20%。

### 更多引述
- Gavrilov L.A., Heuveline P. Aging of Population（页面存档备份，存于）. In: Paul Demeny and Geoffrey McNicoll (Eds.) The Encyclopedia of population. New York, Macmillan Reference USA, 2003, vol.1, 32-37.
- United Nations, World Population Prospects: The 2004 Revision Population Database, Population Division, 2004.
- Gavrilova N.S., Gavrilov L.A. Aging Populations: Russia/Eastern Europe. In: P. Uhlenberg (Editor), International Handbook of the Demography of Aging, New York:  Springer-Verlag,  2009, pp. 113–131.
- Jackson R., Howe N. The Greying of the Great Powers, Washington: Center for Strategic and International Studies, 2008 Major Findings（页面存档备份，存于）